# Sông Cầu (phường)
Sông Cầu là một phường thuộc thành phố Bắc Kạn, tỉnh Bắc Kạn, Việt Nam.

## Địa lý
Phường Sông Cầu có vị trí địa lý:
- Phía Bắc giáp xã Dương Quang
- Phía Đông giáp các phường Đức Xuân và Phùng Chí Kiên
- Phía Nam giáp xã Nông Thượng
- Phía Tây giáp xã Dương Quang và huyện Bạch Thông.

Phường Sông Cầu có diện tích 4,32 km², dân số năm 2019 là 9.164 người, mật độ dân số đạt 2.121 người/km².
Theo Cổng thông tin điện tử chính phủ, phường Sông Cầu có diện tích 4,32 km², dân số khoảng 6.342 người, mật độ dân số đạt 1.468 người/km². Phường Sông Cầu có tuyến tỉnh lộ 257 chạy dọc theo chiều đông-tây. Sông Cầu tạo thành ranh giới tự nhiên phía bắc của phường, ngoài ra, trên địa bàn phường còn có suối Nông Thượng, là một phụ lưu hữu ngạn của sông Cầu.

## Hành chính
Sông Cầu được chia thành 19 tổ dân phố được đánh số từ 1 đến 19.